# ورق برگردان
ورق برگردان (انگلیسی: Page Turner; کره‌ای: 페이지 터너) یک درام ویژه سه قسمتی با بازی کیم سو-هیون، جی سو و شین جه-ها است و از شبکه کی‌بی‌اس۲ در سال ۲۰۱۶ پخش شد.